# 폴링 인 리버스
폴링 인 리버스(영어: Falling in Reverse)는 2008년 미국 네바다주 라스베이거스에서 결성된 포스트 하드코어 밴드이다. 2011년 7월 26일 발표된 데뷔 앨범 《The Drug in Me Is You》를 발표해 빌보드 200에서 19위를 기록했다.

## 역사

### 결성과 초기 (2008-2010)
2008년, 이스케이프 더 페이트의 메인 보컬인 로니 래드키는 전 친구였던 콜큇과 언쟁 도중에 로니의 무리 중 한명인 체이스가 총을 발포해 18세 남성 Michael Cook이 사망한 일에 관한 혐의로 기소된다. 그가 직접 총을 쏘진 않았지만, 로니는 폭행 혐의 및 과거 마약 관련 문제들과 함께 결합되어서 2년의 실형을 선고받았다.
그가 감옥에 있는 동안, 로니는 'From Behind These Walls'라는 새로운 밴드를 구성해왔고 몇 사람의 뮤지션과 접촉을 가지며 밴드의 데모 작업에 착수하기 시작했다. 그 후 공식적으로 감옥에서 풀려나자 밴드를 결성하여 음악 활동을 재개하게 된다.
나중에 저작권 침해로 인해 밴드의 이름을 바꿀 것을 강요당하자 밴드명을 '폴링 인 리버스'로 변경하게 되었다.